# ريتسو دوان
ريتسو دوان (باليابانية: 堂安律)، لاعب كرة قدم ياباني، من مواليد 16 يونيو 1998م، شارك مع زملائه في بطولة
كأس العالم لكرة القدم تحت 20 سنة 2017، يلعب حاليا لنادي جامبا أوساكا.

## أهدافه الدولية
| #  | التاريخ         | المكان                                          | الخصم      | الهدف | النتيجة | المسابقة               |
| -- | --------------- | ----------------------------------------------- | ---------- | ----- | ------- | ---------------------- |
| 1  | 16 أوكتوبر 2018 | ملعب سايتاما 2002، سايتاما، اليابان             | الأوروغواي | 3–2   | 4–3     | كأس كيرين 2018         |
| 2  | 9 يناير 2019    | ملعب آل نهيان، أبوظبي، الإمارات العربية المتحدة | تركمانستان | 3–1   | 3–2     | كأس أمم أسيا 2019      |
| 3  | 24 يناير 2019   | ملعب آل مكتوم، دبي، الإمارات العربية المتحدة    | فيتنام     | 1–0   | 1–0     | كأس أمم أسيا 2019      |
| 4  | 23 نوفمبر 2022  | ملعب خليفة الدولي، الريان، قطر                  | ألمانيا    | 1–1   | 2–1     | كأس العالم 2022        |
| 5  | 1 ديسمبر 2022   | ملعب خليفة الدولي، الريان، قطر                  | إسبانيا    | 1–1   | 2–1     | كأس العالم 2022        |
| 6  | 15 يونيو 2023   | ملعب تويوتا، طوكيو، اليابان                     | السلفادور  | 4–0   | 6–0     | كأس كيرين 2023         |
| 7  | 16 نوفمبر 2023  | ملعب مدينة سويتا لكرة القدم، سويتا، اليابان     | ميانمار    | 5–0   | 5–0     | تصفيات كأس العالم 2026 |
| 8  | 31 يناير 2024   | ملعب الثمامة، الدوحة، قطر                       | البحرين    | 1–0   | 3–1     | كأس آسيا 2023          |
| 9  | 6 يونيو 2024    | ملعب توفونا، يانغون، ميانمار                    | ميانمار    | 2–0   | 5–0     | تصفيات كأس العالم 2026 |
| 10 | 11 يونيو 2024   | ملعب جناح السلام، هيروشيما، اليابان             | سوريا      | 2–0   | 5–0     | تصفيات كأس العالم 2026 |